# معركة الكاف (1694)
```
معركة الكاف
 هي معركة دارت عام 1694، بين 
إيالة الجزائر
 بقيادة 
الحاج شعبان
 
داي
 
الجزائر
 
وإيالة تونس
 بقيادة 
باي تونس
، 
محمد باي المرادي
، خلال 
الحرب التونسية الجزائرية عام 1694
.
```

## المعركة
وصل جيش إيالة الجزائر إلى الكاف في 24 يونيو 1694، وهو نفس اليوم الذي بدأت فيه الحرب التونسية الجزائرية،. حاول محمد باي إنقاذ نفسه بالتحالف مع العلويين، رغم عدم وجود حدود مشتركة بينهما، ولم يكن بوسع العلويين أن يفعلوا شيئًا سوى إرسال الأسلحة إليه. ولما علم أن جيشه الضعيف لا يستطيع هزيمة جيش إيالة الجزائر، فقرر تقديم الجزية، رفض الحاج شعبان ذلك، وهاجم جيش إيالة تونس بعد هجومين فاشلين نفذهما محمد باي في يومين متتاليين، وانتهت المعركة في 26 يونيو بهزيمة جيش إيالة تونس.

## ما بعد المعركة
انسحب محمد باي إلى تونس العاصمة وخطط لتحصين المدينة وصد قوات إيالة الجزائر.